# Venetian Blinds
Venetian Blinds es un videojuego de simulación desarrollado por los cofundadores de Activision, David Crane y Bob Whitehead, para el Atari 2600. El juego simula la subida y bajada de persianas venecianas en una ventana, y fue presentado en broma como una demostración tecnológica de la técnica de programación gráfica de «persianas venecianas» (en inglés venetian blinds) de Whitehead, aunque no utiliza la técnica.
Venetian Blinds se creó como una broma tongue-in-cheek en 1982 relacionada con una demanda en curso entre Activision y Atari, Inc. sobre el uso de la técnica de persianas venecianas de Whitehead. No se lanzó públicamente hasta 2003, como parte de Activision Anthology para Windows, macOS y Game Boy Advance. Posteriormente se lanzó en 2010 a través del servicio de retrojuegos Game Room para Windows, Xbox 360 y Windows Phone 7.

## Modo de juego
El jugador controla persianas venecianas de color gris en una ventana de color oliva en una habitación de color marrón. Las persianas se pueden subir o bajar presionando el joystick hacia arriba y hacia abajo. Cuando se levantan las persianas, revelan una detallada puesta de sol detrás de un valle verde. En la esquina inferior izquierda de la pantalla está el logotipo de Activision, una característica de la mayoría de los juegos de Activision de la época.

## Desarrollo

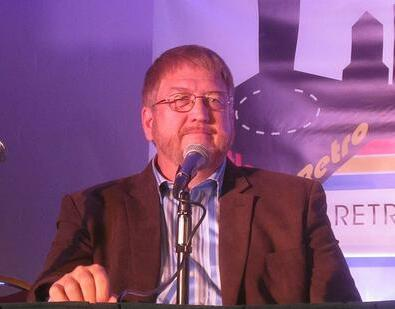
David Crane, uno de los desarrolladores de Venetian Blinds, en un panel en 2011.

La técnica de las persianas venecianas (en inglés venetian blinds) fue creada por el desarrollador de videojuegos estadounidense Bob Whitehead mientras trabajaba para Atari, Inc., para el videojuego de ajedrez de 1979 Video Chess. Las limitaciones de hardware del Atari 2600 no pueden representar más de seis sprites únicos simultáneamente en una sola línea de escaneo horizontal. Aunque muchos juegos, como el port de Pac-Man para Atari 2600 de 1982, utilizan el parpadeo alternativo de sprites y ocultan diferentes sprites por cuadro para crear la ilusión de múltiples sprites en movimiento a la vez, no es una solución perfecta y a menudo irrita a los jugadores o no se muestra bien en vídeos con determinados fotogramas por segundo. La técnica de las persianas venecianas dibujaba cada dos líneas horizontales [lower-alpha 1] de un objeto, lo que «te dejaba con objetos que parecían tener rayas». Esto permitió a los desarrolladores sortear la limitación al desplazar verticalmente cada segundo sprite, alineando filas de píxeles con filas de espacio vacío. Su nombre proviene de su parecido con el tipo de persianas. En Video Chess, que simula un tablero de ajedrez de ocho espacios, la técnica de las persianas venecianas simula hasta ocho piezas de ajedrez en una misma fila.
Activision fue fundada en 1979 por Whitehead, David Crane, Larry Kaplan y Alan Miller. Estos desarrolladores habían abandonado Atari por los bajos salarios, la falta de reconocimiento y respeto y la política de Atari de no dar crédito a los desarrolladores de juegos para asegurarse de que no fueran explorados por compañías rivales y para reducir su influencia en las negociaciones de contratos. Los lanzamientos de varios juegos exitosos de Atari 2600 por parte de Activision en 1980, como Boxing, Bridge, Checkers, Dragster y Fishing Derby, llevaron a Atari a intentar manchar la reputación de Activision, primero mediante attack ads y luego, a finales de 1980, con una demanda alegando Whitehead, Crane, Kaplan y Miller habían violado acuerdos de confidencialidad y robado secretos comerciales, incluida la técnica de las persianas venecianas, a pesar de que Activision no había publicado entonces ningún juego que utilizara dicha técnica. Según se informa, Atari no esperaba ganar la demanda, sino que simplemente la estaba usando como una táctica de miedo para obligar a Activision a abandonar la industria de los videojuegos, disuadir a otros de hacer negocios con ellos o obstaculizarlos con trámites burocráticos y costosos problemas legales.
Aunque los miembros del equipo de Activision sabían que en realidad no le habían robado nada a Atari, para mejorar la moral como resultado de la demanda, Crane y Whitehead desarrollaron Venetian Blinds como una broma interna relacionada con la demanda. Crane dijo que la puesta de sol en la ventana era una innovación nueva y única.
Activision llevó Venetian Blinds al Consumer Electronics Show de 1982 en McCormick Place en Chicago, Illinois, pero no se exhibió al público. Crane mostró en privado la demostración a personas familiarizadas con la demanda y les preguntó: «¿Es esto lo que Atari quiere decir con técnica de persiana veneciana?». Un rumor es que estas personas eran los abogados de Atari, que se habían acercado a Crane sobre la técnica de las persianas venecianas; sin embargo, esto fue una información errónea del fansite de la historia de Atari, AtariProtos, que había revelado por primera vez la existencia de persianas venecianas en Internet el 18 de octubre de 2002, según información de un empleado de Activision al propietario del sitio de AtariProtos, Matt Reichert.
Atari y Activision finalmente abandonaron la demanda en 1982 en circunstancias poco claras, probablemente un acuerdo extrajudicial, en el que Activision acordó pagar regalías a Atari pero legitimó el modelo de desarrollo de terceros.

## Lanzamiento

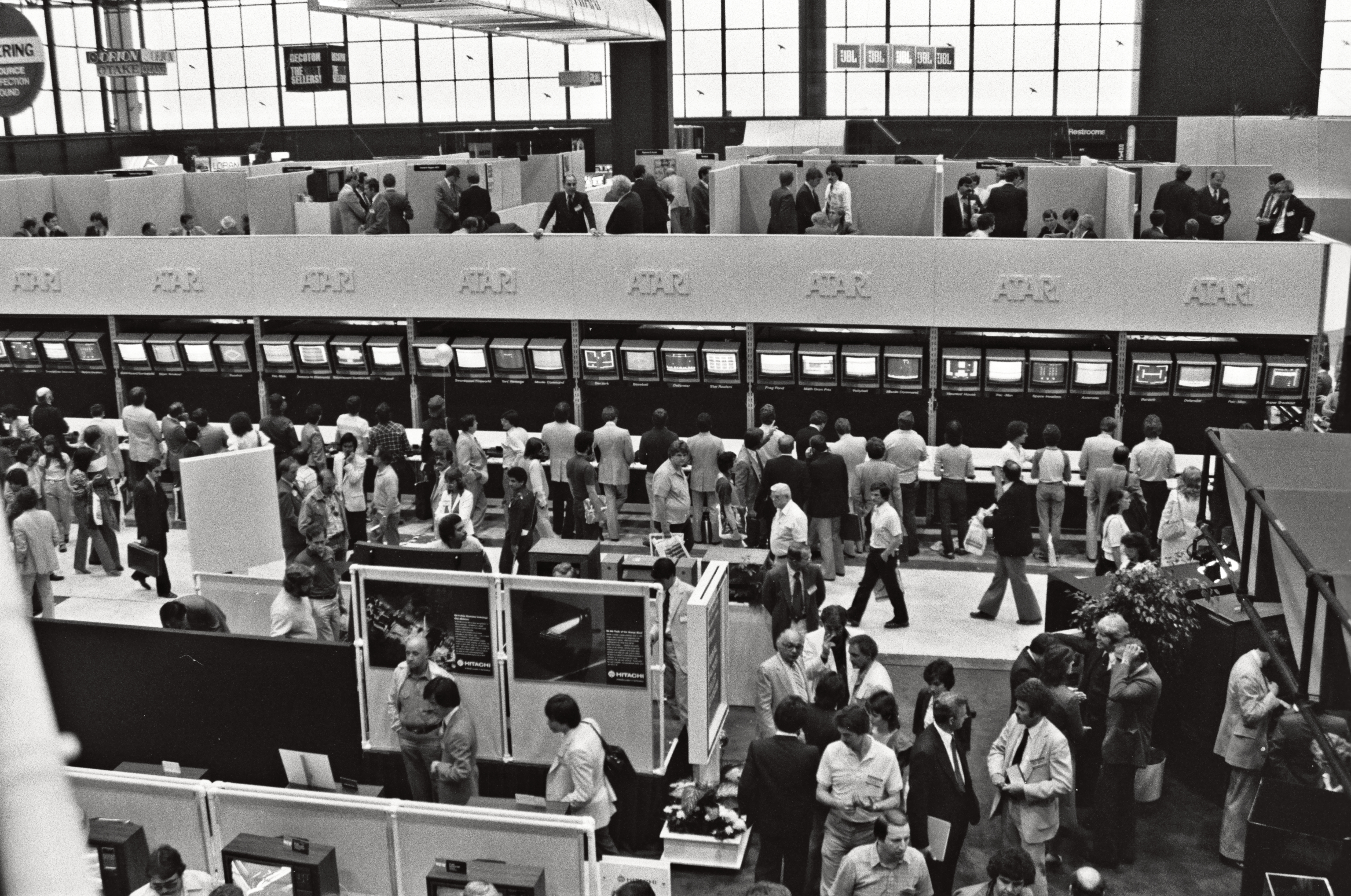
Atari tuvo presencia en el Consumer Electronics Show de 1982, donde Activision también exhibió de forma privada Venetian Blinds.

Venetian Blinds no estaba destinado a su lanzamiento público y, aparte de las exhibiciones privadas del juego en el Consumer Electronics Show de 1982, era desconocido para el público. La técnica de puesta de sol utilizada en Venetian Blinds finalmente se reutilizó en Barnstorming.
Venetian Blinds se lanzó oficialmente al público por primera vez a finales de 2003, cuando se incluyó como parte de las versiones para Windows, macOS y Game Boy Advance de Activision Anthology. Estos puertos incluyen información de Crane sobre los antecedentes del juego.
El 2 de enero de 2005, Thomas Jentzsch y Matt Reichert lanzaron el binario de Venetian Blinds en línea como descarga gratuita a través del sitio de fans de Atari AtariAge . El lanzamiento incluyó un prototipo inicial de Freeway, titulado Bloody Human Freeway, que presentaba un personaje humano en lugar del pollo del juego final, y dos prototipos para juegos inéditos y sin nombre.
El 22 de diciembre de 2010, Venetian Blinds se lanzó a través del servicio Game Room para Windows, Xbox 360 y Windows Phone 7, como parte del Game Pack 013.

## Recepción
Bad Game Hall of Fame, en un artículo sobre Venetian Blinds, afirmó: «Honestamente, es un poco exagerado incluso llamarlo 'juego'», pero destacó su importancia histórica. El artículo también criticó su inclusión en Game Room y destacó que Activision permitió que se vendiera por dinero como una señal de que la compañía «se convirtió en la cáscara sin alma a la que intentaron fastidiar hace tanto tiempo».
Asimismo, GameRevolution consideró a Venetian Blinds «uno de los mayores momentos de mezquindad de los juegos» y lo categorizó como un «juego diss», elogiando su importancia histórica y rareza, pero calificando su inclusión en Game Room como «ridícula».